# Walter Kohn
Walter Kohn, född 9 mars 1923 i Wien, död 19 april 2016 i Santa Barbara, Kalifornien, var en amerikansk fysiker och nobelpristagare i kemi år 1998. Han tilldelades priset för sin "utveckling av täthetsfunktionalteorin". Han delade priset med engelsmannen John Pople.
Kohn var professor vid Carnegie Institute of Technology i Pittsburgh 1950-60 och vid University of California i San Diego 1960-1979 samt direktör för Institutet för teoretisk fysik i Santa Barbara 1979-1984.
Han tilldelades Nobelpriset i kemi för sitt arbete inom kvantkemi. Tillsammans med Pople fick han priset för sina insatser för att utveckla metoder som kan användas för att teoretiskt studera molekylers egenskaper och kemiska processer. Vetenskapsakademiens motivering löd "till Walter Kohn för hans utveckling av täthetsfunktionalteorin och till John Pople för hans utveckling av kvantkemisk beräkningsmetodik."